# Stazione di Fornaci di Barga
Stazione di Fornaci di Barga vasútállomás Olaszországban, Barga településen.

## Vasútvonalak
Az állomást az alábbi vasútvonalak érintik:
- Aulla Lunigiana–Lucca-vasútvonal

## Kapcsolódó állomások
A vasútállomáshoz az alábbi állomások vannak a legközelebb:
- Stazione di Barga-Gallicano
- Piano di Coreglia-Ponte all'Ania railway halt